# Svenska sagokungar

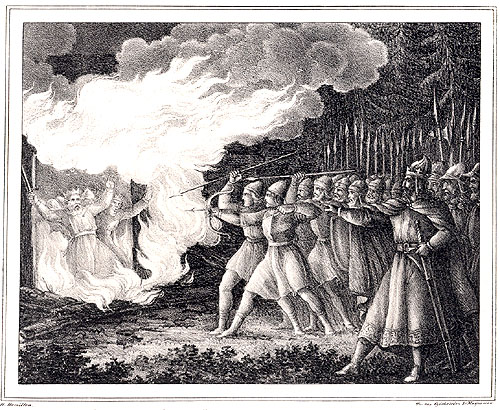
Ingjald Illråde förenar Sverige genom förräderi.

Sagokungar är en beteckning som ges till de kungar som främst omnämns i verk som tillkommit långt efter att de skall ha regerat, i synnerhet för figurer tagna ur den fornnordiska sagalitteraturen.     
Sagokungarna lyftes fram i svensk historieskrivning under 1600-talet, då historiker önskade föråldra den svenska historien och skapa en forntida historisk bas för stormaktstiden (1611–1721) och dess kungamakt. Med hänvisning till sagalitteraturen och andra källor hävdades ibland svenska regentlängder som sträckte sig tillbaka till syndafloden. Genom historikern Johannes Messenius (1579–1636) arbete populariserades den mytiska Ynglingaätten, ättlingar till Oden, som en förhistorisk svensk kungaätt. Sagokungstraditionen kom även att inbegripa den efterföljande mytiska Sköldungaätten, samt Björn Järnsidas ätt (vars sista representanter, Erik Segersälls ätt, är historiskt belagda sveakungar). Ibland har ytterligare en ätt, den Fornjotska ätten, placerats innan Ynglingaätten.     
Tolkningen av sagokungarna som historiska personer började kritiseras under 1700-talet men fick fortsatt stöd av vissa historiker under 1800- och 1900-talen. Idag behandlas sagokungar främst som medeltida litterära figurer snarare än verkliga historiska regenter. Det är möjligt att sagorna åtminstone i vissa fall baserats på verkliga figurer men sanningshalten är svårbedömd. Den tidigaste kungen som man vet något bestämt om är Erik Segersäll (regerade cirka 970–995).     

## Sagokungar i historieskrivningen

### Medeltid fram till äldre vasatid

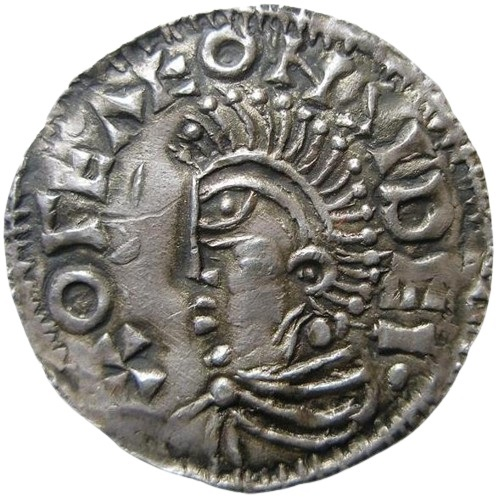
Olof Skötkonung (r. 995–1022) räknas som Sveriges första kung i medeltida kungalängder.

Medeltida svenska kungalängder räknar för det mesta Olof Skötkonung (regerade cirka 995–1022) som Sveriges första kung. Olof Skötkonung ses än idag som den tidigaste regenten att med säkerhet ha härskat i både Svealand och Götaland och de tidigaste svenska mynten kommer från hans regeringstid. Det fanns bevisligen kungar inom dagens Sverige innan Olof Skötkonung, men det rörde sig antagligen då om mindre maktområden och källmaterialet är betydligt svagare. Olof Skötkonungs far och företrädare, Erik Segersäll (regerade cirka 970–995), var en historisk person som regerade åtminstone i Mälardalen men många detaljer kring hans liv är mytiska.
Innan 1600-talet var undervisning och diskussioner inom historia i Sverige för det mesta fokuserade på biblisk och antik historia. Det var först under stormaktstiden (1611–1721) som en nationell historieskrivning utvecklades på riktigt. Ett litet antal historiska redogörelser med fokus på Sverige hade gjorts tidigare. Bland annat refererade den prosaiska krönikan (1450) och Ericus Olai (1470-talet) till medeltida berättelser om götarna, skrivna av Isidor av Sevilla och Jordanes. På 1500-talet publicerade Olaus Petri (1493–1552) och Johannes Magnus (1488–1544) utarbetade krönikor om Sveriges historia, inklusive långa regentlängder med kungar före Olof Skötkonung.
Johannes Magnus regentlängd, vilken publicerades i hans Historia de omnibus Gothorum Sveonumque regibus (1554) räknade 111 kungar innan Olof Skötkonung, med början efter syndafloden, och grundade sig i Isidor, Jordanes, Bibeln, Saxo Grammaticus, samt Historia Norvegiæ (och därigenom till viss del Ynglingasagan). Johannes Magnus verk mottogs med blandade känslor av Gustav Vasa (r. 1523–1560), i synnerhet eftersom Johannes Magnus delvis skrivit för att försvara katolicismen mot den dåvarande reformationen, medan kungen uttryckte en vilja att omarbeta delar av verket till en glorifierande svensk historia och Johannes Magnus version av historien var fortfarande aktuell en bit in på 1600-talet. Gustav Vasas söner Erik XIV (r. 1560–1568) och Karl IX (r. 1604–1611) baserade sina höga regentnummer på påstådda kungar i Johannes Magnus regentlängd.

### Stormaktstiden

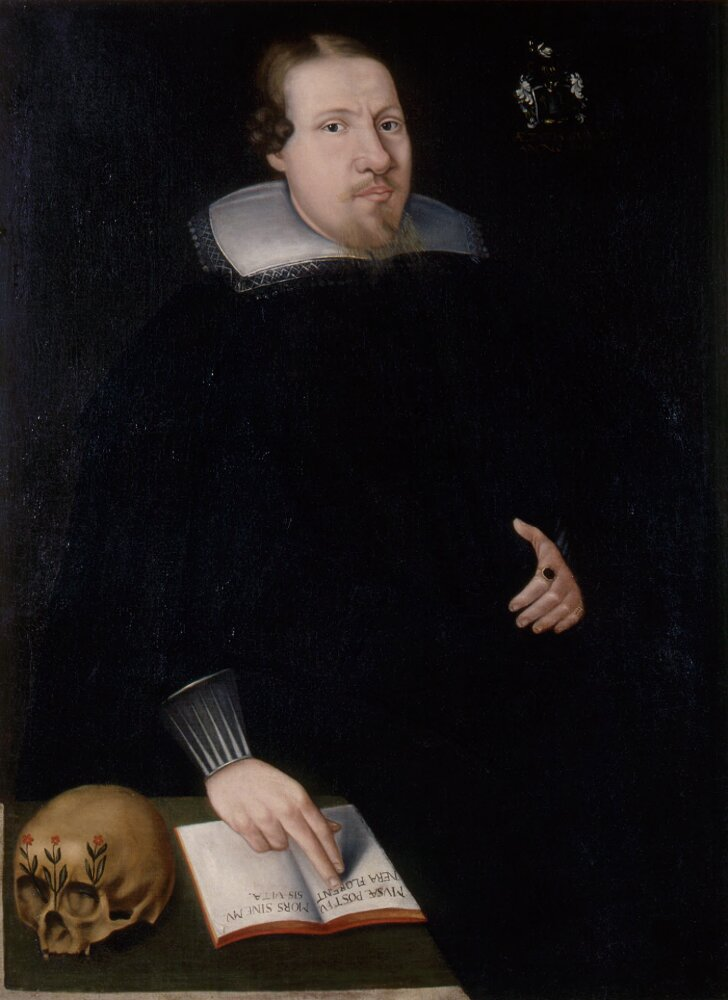
Johannes Messenius (1579–1636).

Svensk historieforskning i den fornnordiska sagalitteraturen började under 1600-talet till följd av en liknande utveckling i Danmark, där Kristian IV (r. 1588–1648) år 1622 hade uppmanat präster att samla gamla skrifter, skriva ner gamla berättelser och kartlägga runskrifter. Till en början var intresset främst språkligt då man önskade få en fylligare bild av det fornnordiska språket. Snart började historiker i Norden också se på materialet som möjliga källor till regionens äldre historia. Sveriges position som en stormakt gjorde också att statsmakten blev intresserad av att genom historieskrivning etablera en stark historisk legitimitet.
I Sverige var Johannes Messenius (1579–1636) en av de första med att se sagorna som en försummad källa till svensk historia. Messenius arbetade främst med Ynglingasagan, vars uppgifter han försökte förena med Johannes Magnus historia. Ynglingasagan skrevs ner av den isländske Snorre Sturlasson på 1200-talet och utgick från en äldre fornnordisk dikt, Ynglingatal, skriven någon gång mellan 900-talet och 1100-talet. Enligt Ynglingasagan regerades Sveariket av den så kallade Ynglingaätten, ättlingar till Oden, fram till dess att denna kungalinje fördrevs till Norge på 600-talet.
Olof Rudbeck den äldre (1630–1702) var först med att skriva svensk historia på svenska och använde till stor del sagorna som källmaterial. Rudbecks svenska historia började vid världens skapelse och han identifierade bland annat runalfabetet som världens äldsta alfabet, samt påstod att pyramiderna i Egypten hade inspirerats av högarna i Gamla Uppsala. Genom att framställa Sveriges, och de svenska kungarnas, historia så antik som möjligt var syftet att ge både den samtida politiken och de samtida kungarna en legitim historisk bas, samt att glorifiera Sverige och inspirera patriotism.

### 1700-talet och framåt

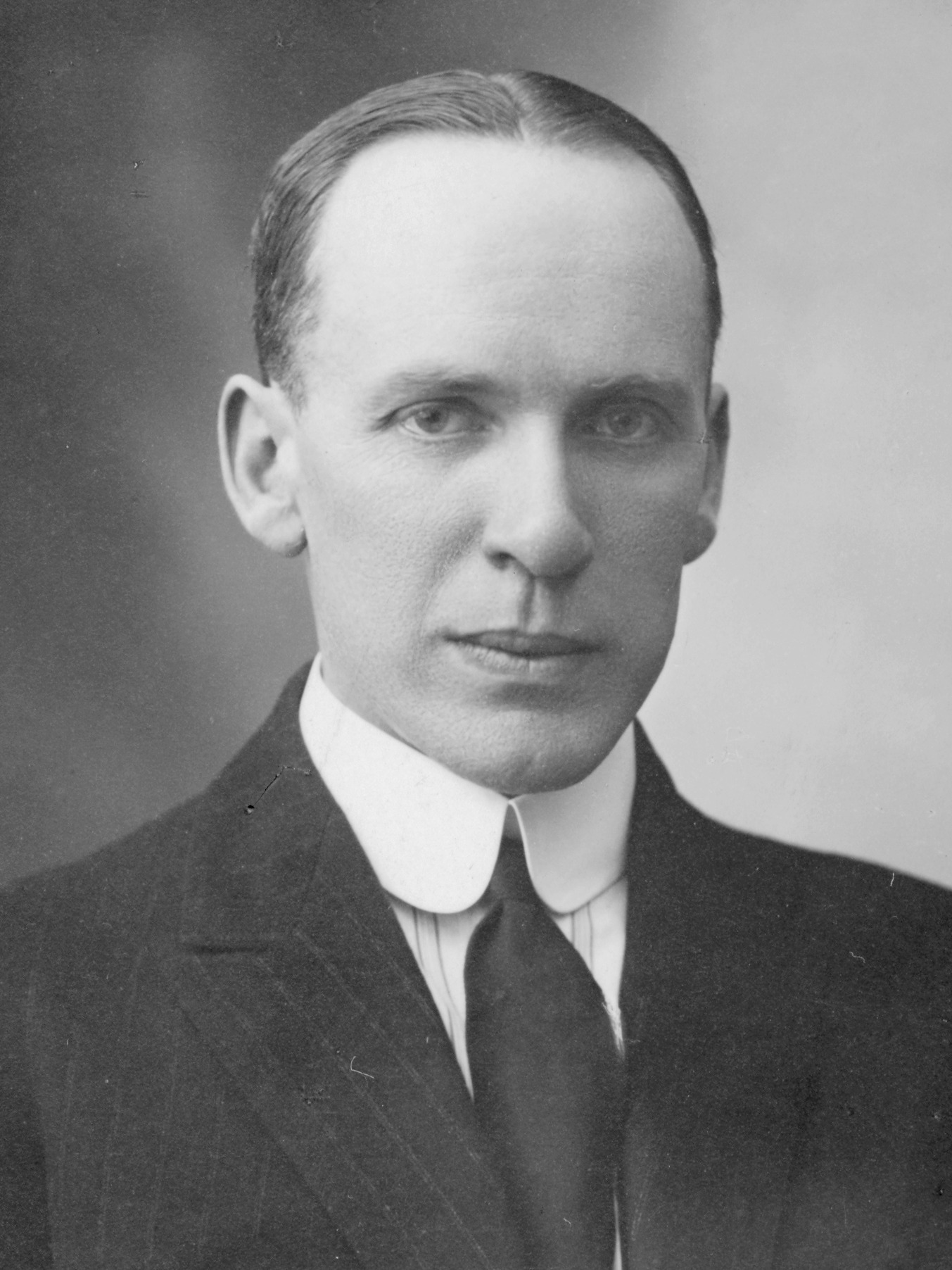
Birger Nerman (1888–1971).

Redan under 1700-talet framförde vissa historiker kritik mot att acceptera sagorna som historiska källor. Historiker som Erik Benzelius den yngre (1675–1743) och August Ludwig von Schlözer (1735–1809) menade att sagorna låg allt för sent i tiden i förhållande till vad de beskrev för att vara pålitliga. Schlözer var även skeptisk eftersom de överlevande texterna skrivits av kristna män på annan plats än vart de utspelade sig och skrev ej något om Sverige innan 800-talet.
Trots återkommande skepticism fortsatte i synnerhet Ynglingaätten att tas upp i svensk historieskrivning under 1800- och 1900-talet. Under det tidiga 1900-talet, då historieskrivning till hög grad präglades av nationalism, kunde en påstådd antik historia användas för att stödja en kulturell samt etnisk kontinuitet sedan urminnes tider. Eftersom den förkristna tiden inte sågs som särskilt politiskt laddad kunde berättelser därifrån även utnyttjas för nationellt identitetsbyggande. Arkeologen Birger Nerman (1888–1971) var en stark förespråkare för de isländska sagorna och bedrev utgrävningar i försök att hitta kopplingar till det riktiga arkeologiska källmaterialet. På 1910-talet försökte Nerman identifiera ett antal Ynglingakungar med de olika högarna i Gamla Uppsala och i sina böcker på 1920- och 1940-talet hävdade han att större delen av Ynglingaätten, åtminstone från 400-talet och framåt, hade varit historiska kungar. En sen förkämpe för Ynglingaättens historicitet var Åke Ohlmarks (1911–1984), som började sin svenska regentlängd på 200-talet med Ynglingaättens Visbur.
Historiker ser idag[när?] i regel inte de isländska sagorna och deras kungalängder som pålitliga historiska källor för den förkristna tiden, detta eftersom de inte påstås uppfylla moderna källkritiska krav i form av närhets-, tendens- och beroendekritik. Enligt Lars O. Lagerqvist och Nils Åberg 1995 bör sagokungarna ses som "en blandning av fakta och (för det mesta) fiktion". Birgit Sawyer föreslog år 2010 möjligheten att hela Ynglingaätten var påhittad under medeltiden för att ge Norges kungar ett ärorikt ursprung och anspråk på närliggande landområden. Dick Harrison skrev 2017 att "det är fullt möjligt att en och annan ynglingakung har existerat" men att det dåliga källmaterialet gör det omöjligt att veta något säkert, samt att sagokungarna bör behandlas som figurer ur medeltidens litteraturhistoria snarare än riktiga politiska figurer från järnåldern.

## Fornjotska ätten

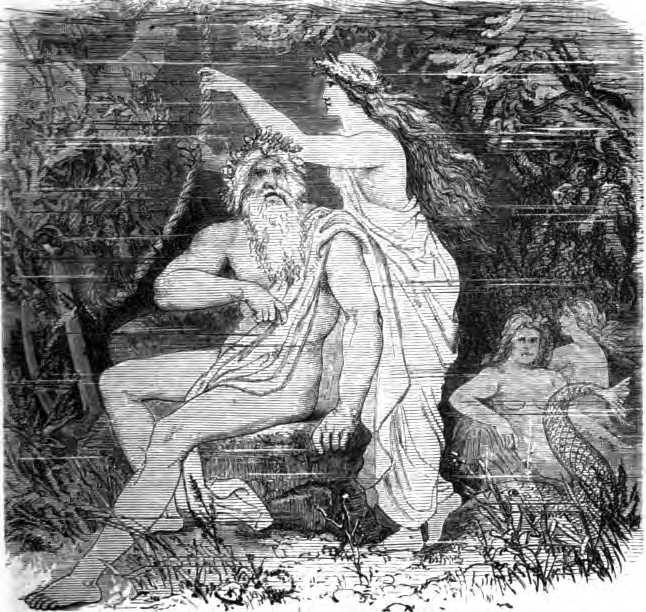
Hlär (Ägir) och hans fru Ran.

Fornjot (alternativt Fornjoter) är en av jättarna i nordisk mytologi. Sagan Om Fornjot och hans ättmän räknar ner Fornjots påstådda ättlingar ner till historisk tid. Med hänvisning till denna saga identifierade vissa historiker Fornjot och hans ätt som de första svenska regenterna. Ett antal 1700-tals historiker, däribland Sven Lagerbring (1707–1787) och Olof von Dalin (1708–1763), trodde fullt ut på Fornjot och hans ättlingar som historiska svenska regenter.
Ätten benämndes som den Fornjotska eller Fornjoterska ätten och placerades som den tidigaste svenska kungaätten, innan Ynglingaätten. På grund av det begränsade källmaterialet utgjorde den Fornjotska ätten aldrig mer än en grupp namn, som ansågs vara del av en saga eller ramsa som har med naturkrafterna eller vädret att göra. Kungarna fortsatte att inkluderas i vissa historieböcker så sent som på 1800-talet, fram tills att ätten "återförvisades till mytens område" av Erik Gustaf Geijer (1783–1847).
Den Fornjotska ätten sades börja med Fornjot, som efterföljdes av sina tre söner Hlär, Kare och Loge, i tur och ordning. Efter Loge följde kungarna Froste (också kallad Jokul), Snär den gamle, Thor, Gore, Nore, Heiter, Beiter, Gylfe och till sist Glamr, som ibland exkluderats. Enligt Ynglingasagan var Gylfe den direkta företrädaren till Oden. En uppgörelse mellan Gylfe och Oden användes som motiv på ett dryckeshorn av Karl XIV Johan (regent 1818–1844).

## Ynglingaätten

### Ynglingaättens början

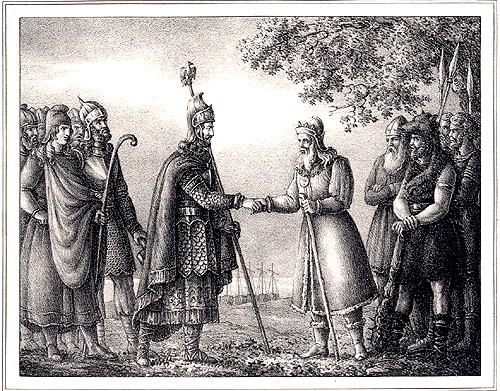
Odens ankomst till Sverige och möte med Gylfe.

Den ursprungliga uppräkningen av Ynglingaätten i Ynglingatal har överlevt i fyra medeltida versioner: Ynglingasagan (1200-tal), Historia Norvegiæ (1100-tal), Íslendingabók (1100-tal), och Hversu Noregr byggðist (1300-tal). De fyra texterna ger i stort sett samma kungalängd och genealogi, men skiljer sig något i ättens början. Ynglingasagan börjar med Odens ankomst till Sverige, då Gylfe sägs ha regerat, och följer sedan en kungalinje som etableras av Njord, som beskrivs som en av Odens följare och en tempelpräst. Njords son Yngve-Frej bygger Gamla Uppsala och det är från hans namn som benämningen "Ynglingar" för ätten kommer.
Både Historia Norvegiæ och Íslendingabók identifierar Njords far som Yngve (inte att förväxla med Yngve-Frej). Historia Norvegiæ kallar denna Yngve för den första sveakungen och nämner inte Oden eller Gylfe. Íslendingabók ger Njord epitetet Svíakonungr och hans far Yngve epitetet Tyrkjakonungr. Hversu Noregr byggðist kallar istället Njords far för Frej (inte heller att förväxla med Yngve-Frej), som identifieras som en son till Oden. Vidare beskrivs Oden som son till Bor och sonson till Bure, som härskade i Tyrklandi.

### Ynglingakungar i Uppsala

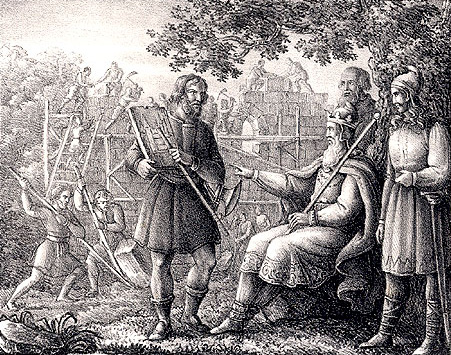
Yngve-Frej bygger Gamla Uppsala.

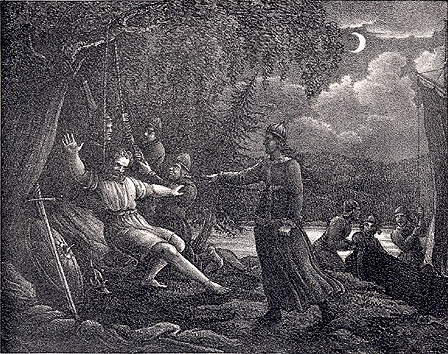
Agne Skjalfarbonde blir upphängd i ett träd.

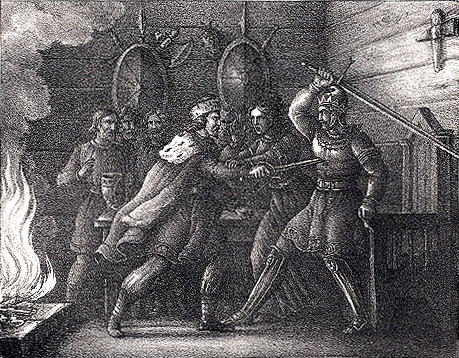
Alf dödar sin bror Yngve.

Listan nedan presenterar Ynglingaättens kungalinje i Ynglingasagan, från och med Yngve-Frej:
| Nr     | Namn               | Kommentarer |
| ------ | ------------------ | --- |
| 1      | Yngve-Frej         | Kallas för både Yngve och Frej. Bygger Gamla Uppsala.                                                           |
| 2      | Fjölner            | Son till Yngve-Frej.                                                                                            |
| 3      | Svegder            | Son till Fjölner.                                                                                               |
| 4      | Vanlande           | Son till Svegder.                                                                                               |
| 5      | Visbur             | Son till Vanlande.                                                                                              |
| 6      | Domalde            | Son till Visbur.                                                                                                |
| 7      | Domar              | Son till Domalde.                                                                                               |
| 8      | Dyggve             | Son till Domar.                                                                                                 |
| 9      | Dag den vise       | Son till Dyggve.                                                                                                |
| 10     | Agne Skjalfarbonde | Son till Dag.                                                                                                   |
| 11, 12 | Erik och Alrik     | Söner till Agne som slår ihjäl varandra i kamp om kungamakten.                                                  |
| 13, 14 | Alf och Yngve      | Söner till Alrik som slår ihjäl varandra i kamp om kungamakten.                                                 |
| 15     | Hugleik            | Son till Alf. Hugleik dödas av sjökungen Hake Hednasson, som sedan härskar i sveariket.                         |
| 16, 17 | Jörund och Erik    | Söner till Yngve. Jörund och Erik strider med Hake om kungamakten (under vilket Erik stupar) och Jörund segrar. |
| 18     | Aun den gamle      | Son till Jörund. Förlorar två gånger makten, först till Halvdan och sedan till Åle, vilka båda regerar i 20 år. |
| 19     | Egil Tunnadolg     | Son till Aun.                                                                                                   |
| 20     | Ottar Vendelkråka  | Son till Egil.                                                                                                  |
| 21     | Adils den mäktige  | Son till Ottar.                                                                                                 |
| 22     | Östen              | Son till Adils. Dödas av Sölve som sedan har makten i sveariket i många år.                                     |
| 23     | Yngvar             | Son till Östen. Kung efter Sölves död.                                                                          |
| 24     | Bröt-Anund         | Son till Yngvar.                                                                                                |
| 25     | Ingjald Illråde    | Son till Bröt-Anund. Dödas av Ivar Vidfamne. Ingjalds son Olof Trätälja flyr till Norge.                        |

## Sköldungaätten

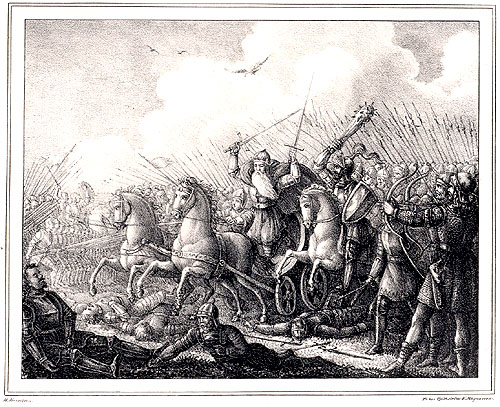
Harald Hildetand i Bråvallaslaget.

Enligt Ynglingasagan och en rad andra isländska sagor efterträds Ingjald Illråde av Ivar Vidfamne, som erövrar Sverige. Ivar Vidfamne och hans efterträdare sägs tillhöra   Sköldungaätten, vilken i bland annat Hversu Noregr byggðist precis som Ynglingaätten framställs som ättlingar till Oden (genom Odens son Skjold).

### Kungliga ättertal
Kungliga ättertal, ett tillägg i Hervors saga (1200-tal) räknar upp Ivar Vidfamne och hans efterträdare på detta sätt:
| Nr | Namn             | Kommentarer                                                                          |
| -- | ---------------- | ------------------------------------------------------------------------------------ |
| 1  | Ivar Vidfamne    | Ursprungligen kung i Skåne. Erövrar Sverige, Danmark och många andra områden.        |
| 2  | Harald Hildetand | Son till Valdar, underkung över Danmark, och Alfhild (en dotter till Ivar Vidfamne). |
| 3  | Östen Beli       | Son till Harald Hildetand.                                                           |

Enligt Kungliga ättertal ärvs den danska tronen efter Valdar av Randver, bror till Harald Hildetand (och dotterson till Ivar Vidfamne). Randvers son och efterträdare Sigurd Ring besegrar och dödar Harald i Bråvallaslaget. Den danska tronen ärvs senare av Sigurds son Ragnar Lodbrok, vars söner besegrar Östen och erövrar Sverige. Efter Ragnars död blir hans son Björn Järnsida kung i Sveariket.

### Sagobrottstycken om några fornkungar
Vissa andra sagor, till exempel Sagobrottstycken om några fornkonungar i Dana- och Sveaväldet, skiljer sig något i kungarna som efterträder Ivar och deras släktband. Sagobrottstycken ger följande regentlängd:
| Nr | Namn             | Kommentarer |
| -- | ---------------- | --- |
| 1  | Ivar Vidfamne    | Ursprungligen kung i Skåne. Erövrar Sverige, Danmark och många andra områden.                                                           |
| 2  | Harald Hildetand | Son till Hrörek, underkung i Lejre, och Aud (en dotter till Ivar Vidfamne).                                                             |
| 3  | Sigurd Ring      | Kusin till Harald. Utnämns av Harald i dennes äldre dagar till sveakung. Besegrar Harald i Bråvallaslaget och blir även kung i Danmark. |
| 4  | Ragnar Lodbrok   | Son till Sigurd Ring. |

I Hversu Noregr byggðist är Sigurd Ring son till Randver, likt i Kungliga ättertal, och Randver sägs precis som Harald Hildetand vara son till Ivar Vidfamnes dotter Aud.

## Björn Järnsidas ätt

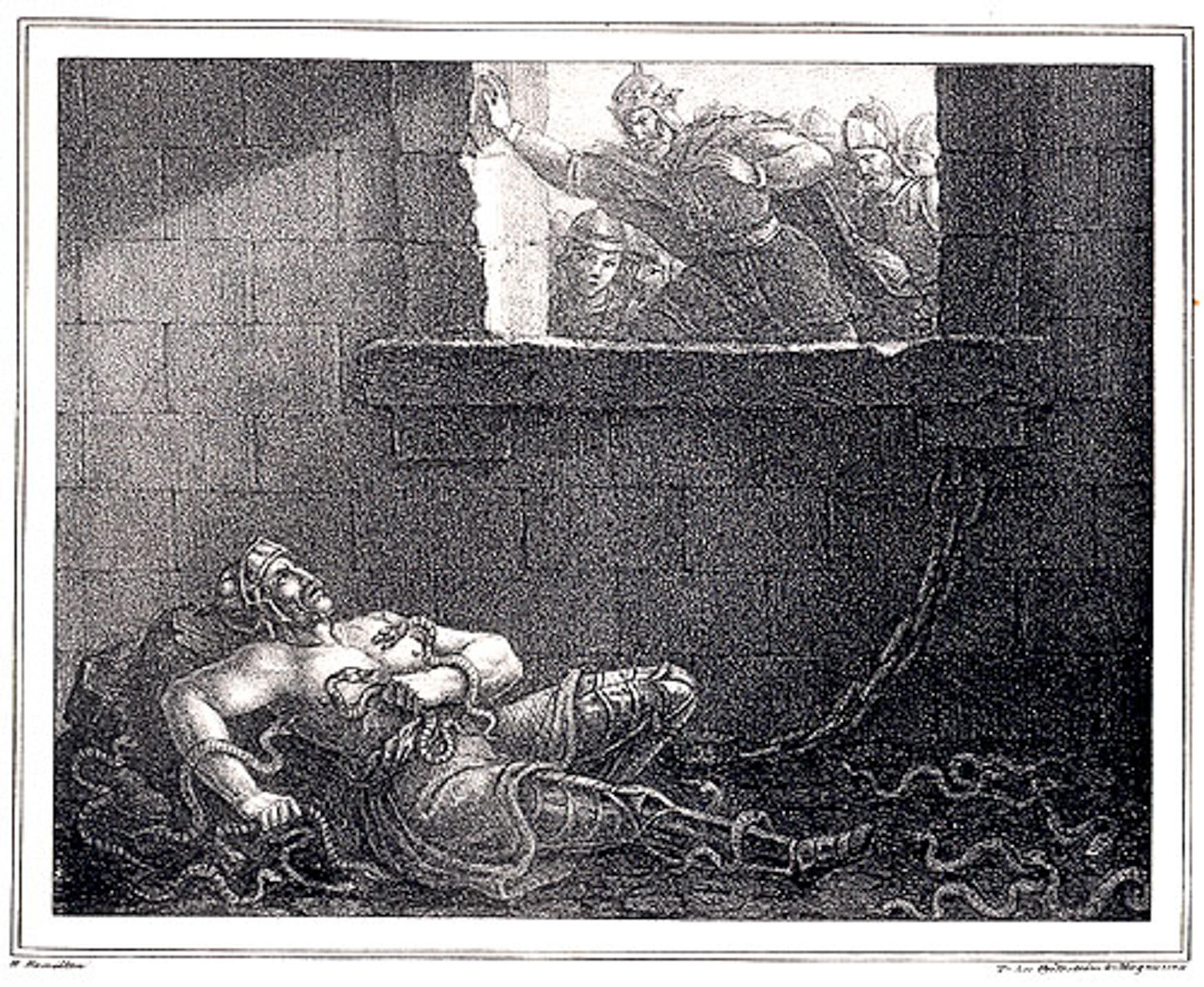
Ragnar Lodbroks död.

Efter Ragnar Lodbroks tid är i sagotraditionen Björn Järnsida, Ragnars son, kung i sveariket. Listan nedan presenterar Björn Järnsida och hans efterträdare enligt en genealogi i Langfeðgatal (1200-tal). Samma kungar, med samma släktband, räknas även upp i Kungliga ättertal.
| Nr   | Namn                              | Kommentarer                                                                      |
| ---- | --------------------------------- | -------------------------------------------------------------------------------- |
| 1    | Björn Järnsida                    | Son till Ragnar Lodbrok.                                                         |
| 2    | Erik Björnsson                    | Son till Björn Järnsida.                                                         |
| 3    | Erik Refilsson                    | Son till Refil, en son till Björn Järnsida.                                      |
| 4, 5 | Anund Uppsale och Björn på Högen  | Söner till Erik Björnsson.                                                       |
| 6    | Erik Anundsson                    | Son till Anund Uppsale.                                                          |
| 7    | Björn Eriksson                    | Son till Erik Anundsson                                                          |
| 8, 9 | Erik Segersäll och Olof Björnsson | Söner till Björn Eriksson. Erik Segersäll är historiskt belagd (r. ca. 970–995). |
| 10   | Olof Skötkonung                   | Son till Erik Segersäll. Historiskt belagd (r. ca. 995–1022).                    |
| 11   | Anund Jakob                       | Son till Olof Skötkonung. Historiskt belagd (r. ca. 1022–1050).                  |
| 12   | Emund den gamle                   | Son till Olof Skötkonung. Historiskt belagd (r. ca. 1050–1060).                  |

## Vita Anskariioch Adam av Bremen

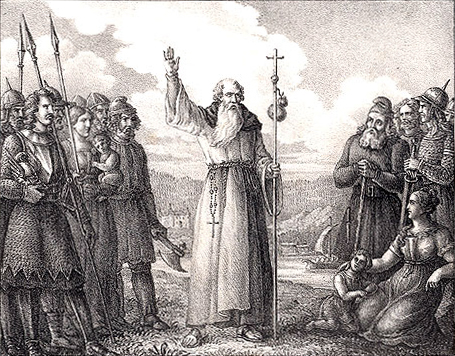
Biskopen Ansgar predikar i Sverige.

Vita Anskarii är en berättelse om biskopen Ansgars liv och en samtida källa från 800-talet. Ansgar genomförde under 800-talet två expeditioner till Birka. Vita Anskarii nämner i samband med detta namn och några detaljer kring ett antal sveakungar. År 829 välkomnades Ansgar i Birka av kungen Bern (Björn). Samtidigt som Ansgars besök försökte en avsatt kung, Anoundus (Anund) att återta makten. Försök har gjorts att identifiera Ansgars Bern och Anoundus med sagornas Anund Uppsale och Björn på Högen. Sagokungarna beskrev dock dessa kungar som samregenter medan Vita Anskarii beskriver dem som rivaler. År 852 reste Ansgar till Birka igen och mötte en ny kung, Oleph (Olof), som ej nämns i sagorna.[källa behövs]
På 1000-talet skrev historikern Adam av Bremen Gesta Hammaburgensis ecclesiae pontificum, där han bland annat nämner några sveakungar från 900-talet. Enligt Adam av Bremen var Ring en sveakung samtida med biskopen Unni (916–936). Ring beskrivs som härskare tillsammans med sina två söner, Emund och Erik. Adam av Bremen påstod sig också ha talat med den danske kungen Sven Tveskägg och genom honom bekräftat att Rings företrädare på tronen inkluderade "Anund, Björn, Olof, vilka står omnämnda i St. Ansgars Gesta, och andra". Utan att beskriva deras släktband med varandra nämner Adam av Bremen också två ytterligare sveakungar, Emund Eriksson, samtida med Harald Blåtand i Danmark (958–985), och Emunds efterträdare, Erik Segersäll. Adam av Bremens mer samtida uppgifter är svårförenliga med kungalinjen från sagorna.